# Шишково (Новгородская область)
Шишково — деревня в Демянском муниципальном районе Новгородской области, с апреля 2010 года входит в Ильиногорское сельское поселение, административным центром которого определена с ноября 2017 года.
Шишково находится в 9 км к юго-востоку от Демянска, на автодороге Демянск — Вотолино в районе Валдайского уступа — перехода от Валдайской возвышенности к Приильменской низменности. Местность ровная, почвы суглинистые, дерново-подзолистые, реже супесчаные. В окрестностях отсутствует строевой лес хвойных пород, а также древесина, пригодная для отопления.

## История
Первое упоминание о деревне Шишково удалось найти в новгородской писцовой книге Деревской пятины 1495 года. Деревня Шишково в XIX и начале XX века была приписана к приходу Липицкой Преображенской церкви, от которой находилась в 6 верстах по просёлочной дороге. По административно-территориальному делению Шишково относилось к Ильиногорской волости. В 1865 году в деревне не было ни одного каменного здания. В 1879 году в Шишкове насчитывалось 110 дворов, население деревни составляло 600 человек. В деревне была одна лавка. На тот период времени Шишково было самой большой деревней Демянского уезда. Жители занимались земледелием, кустарным производством глиняной посуды, уходили в чернорабочие.
В 1909 году деревня Шишково насчитывала 115 дворов. Население деревни выросло до 741 человека.
В деревне была 1 часовня и 2 лавки. По численности населения среди деревень Демянского уезда в 1909 году Шишково уступало только Белому Бору Луженской волости (828 жителей)
Приблизительно в 1926 году местные жители собственными силами построили кирпичную церковь с небольшой колокольней на три колокола. К этому времени в деревне из 100 с лишним домов около 40 были кирпичные. 30 января церковь освятили, и с тех пор 30 января в деревне считался праздником Священья. Церковь была разорена в 1934 году. Настоятелем церкви все недолгое время её существования был Прилежаев Антоний Порфирьевич. В 1935 году он был приговорён к 5 годам лагерей. В настоящее время церковь частично восстановлена, правда уже без колокольни.
Первым председателем колхоза был Тимофей Власенко, который был делегатом 2-го съезда колхозников от Ленинградской области, проходившем в 1935 году в Москве. Тимофей Власенко был очень деятельным человеком. При нём в колхозе стали появляться первые средства механизации, например молотилки. В деревне было проведено электричество, от местной кустарной электростанции (дизеля). Существуют свидетельства, что Власенко был вынужден покинуть деревню из-за разногласий и ему пришлось перебраться в райцентр, где он построил мельницу. Мельницы той давно уже нет, но место, где она стояла в райцентре, по-прежнему называется «мельницей».
В период с 80-х годов 20-го века до 1991 года в деревне было построено 23 одноквартирных дома и 7 двухквартирных домов. Были построены машинно-тракторные мастерские и гаражи, зерноток, АВМ, животноводческий комплекс на 400 голов дойного стада, здание правления колхоза, здание сельсовета. На полях колхоза была проведена мелиорация силами Демянской ПМК-5 на нескольких сотнях гектаров. Было обустроено культурное пастбище для скота. Подъездные пути к мастерским и гаражам были выложены бетонными плитами. Дорога на животноводческий комплекс была заасфальтирована, а сами подъездные пути к нему выложены бетонными плитами.
В деревне был проведён водопровод. Работало две водонапорных башни на деревню и две на животноводческий комплекс. В деревне был построен типовой детский сад. Была построена своя кочегарка, которая отапливала детсад, дом культуры и здание правления колхоза. В деревне была построена столовая для работников колхоза и местных жителей.
В 1980-е годы была заасфальтирована дорога до райцентра и до деревни Намещи. Были построены грунтовые дороги до деревни Мирохово (6 км), до деревни Кожевниково (2 км), до деревни Михеево (4 км), до деревни Покровка (3 км). В деревне был построен клуб. В нём была своя библиотека, кружки по интересам, каждый день показывали кино.
Библиотека проводила тематические вечера, в самой библиотеке помимо всего прочего был организован кружок «умелые руки» для местных школьников. Школа в деревне была только начальная, 8-ми летняя закрылась в 1976-м году. Но местных школьников в школу в райцентр каждый день возил колхозный автобус. Помимо этого ежедневно в райцентр ходил рейсовый автобус. Рейсовый автобус возил трижды в день — утром, днём и вечером, а стоимость проезда составляла 15 копеек.
К 1991 году в деревне было четыре телятника, одна конюшня, один свинарник, молочно-товарная ферма 'Американец' и животноводческий комплекс на 400 коров. На машинно-тракторном дворе было 5 комбайнов «Нива», 2 комбайна «Енисей», два силосоуборочных комплекса, один советского производства, другой немецкого. Каждый из комплексов состоял из силосоуборочного комбайна и косилки. Также было более десятка колёсных тракторов, два из которых — мощные Т-150, около 8-ми гусеничных, несколько грузовых автомобилей, молоковоз, бензовоз и другая техника. Помимо машинно-тракторных мастерских в деревне были тёплые гаражи на 10 боксов, Своя небольшая нефтебаза с заправкой, новый зерноток, Агрегат витаминно-травяной муки, склад минеральных удобрений, пилорама и столярка.
Ежегодно силами колхоза для местных жителей организовывались автобусные экскурсии в Новгород либо в Ленинград, Москву и другие города. После 1991 года было решено построить ещё одну улицу, был разработан проект и определено место строительства. Было запланировано строительство восьмилетней школы в деревне.
За прошедшие 30 лет в деревне разрушено все, кроме клуба, фермы "Американец" и жилых домов. Закрыта начальная школы и сельсовет. В настоящее время в деревне продолжает функционировать детский сад. Работает райповский магазин и частная лавочка. По определённым дням работает почтовое отделение. 
До 12 апреля 2010 года была административным центром упразднённого Шишковского сельского поселения.

## Население
| 2010 |
| ---- |
| 221  |